# Hydromorphie

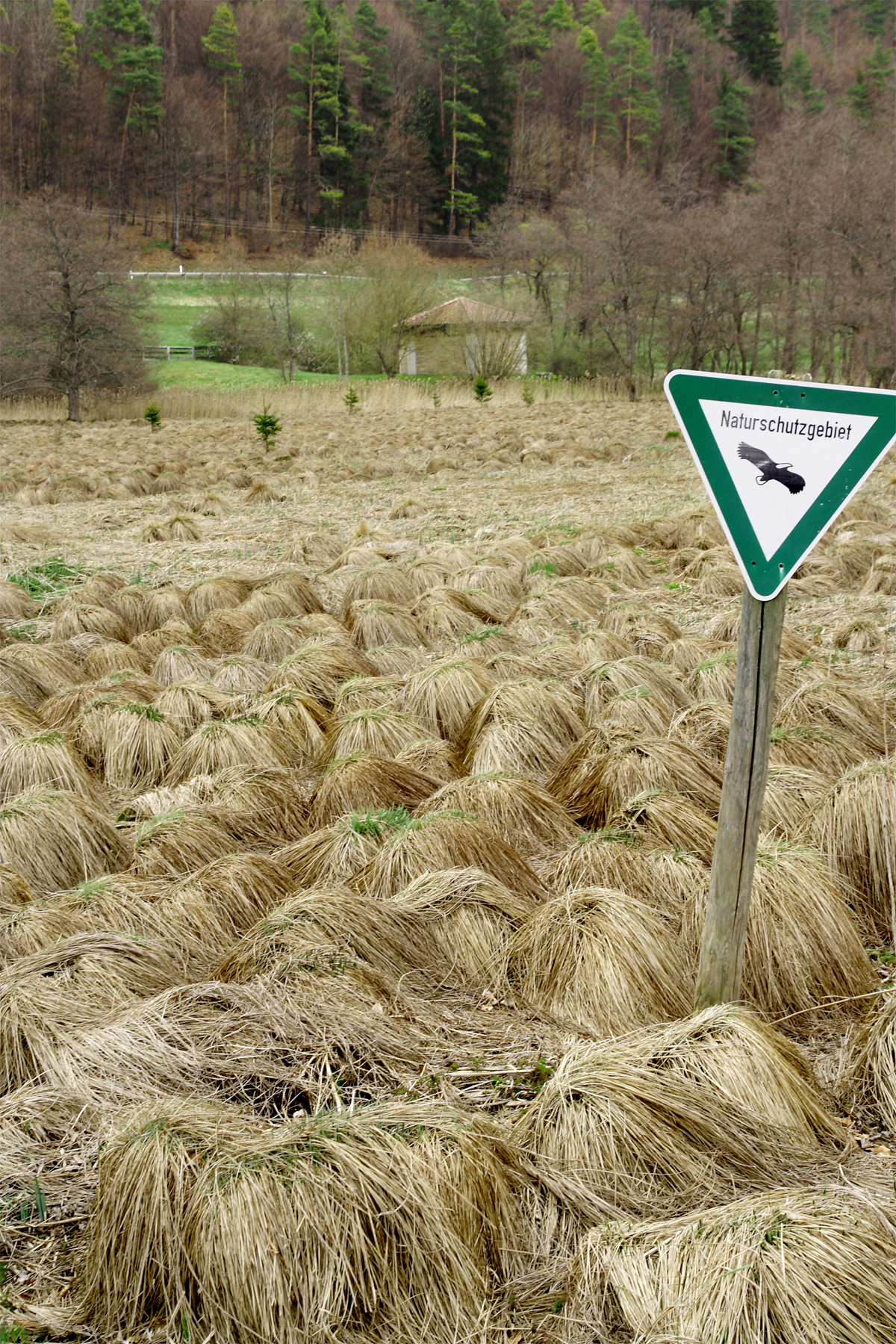
Sol hydromorphe.

L'hydromorphie (ou hydromorphisme) est la qualité d'un sol qui montre des marques physiques de saturation régulière en eau, généralement durant l'hiver. 
L'hydromorphie occasionne l'asphyxie de la microfaune et du microbiote, provoque la disparition des bactéries aérobies au profit des bactéries anaérobies à l'origine de la production de nitrites (bactéries dénitrifiantes), de la déstructuration des argiles et du complexe argilo-humique qui entraîne la libération des cations Fe3+ et Al3+, substances toxiques et allélopathiques.
La saturation en eau a également des conséquences physico-chimiques. Dans un sol argileux, l'hydromorphie se repère assez facilement. 
Une zone hydromorphe est généralement située en un point bas topographique, aux abords de cours d'eau ou de fossés. La végétation caractéristique des zones hydromorphes se compose de phragmites, plantes herbacées, plus communément appelées roseaux et de sphaignes. Une coupe dans le sol ou un sondage à la tarière met en évidence des caractéristiques précises de l'hydromorphie : 
- des taches de couleur rouille, qui correspondent au fer à l'état oxydé (Fe-III : Fe3+). Même si le sol n'est pas saturé en eau actuellement (on se trouve en période sèche), il est susceptible de contenir de l'eau. Présence d'une nappe qui remonte périodiquement.
- des taches bleu gris à vertes, qui correspondent au fer à l'état réduit (Fe-II : Fe2+) : le sol est saturé en eau, en condition anoxique (sans oxygène). On se trouve en période humide ou en présence d'une nappe permanente ;
- des points noirs, qui correspondent aux précipitations ferro-manganiques.

## Hydromorphisme naturel ou induit par les pratiques humaines
L'hydromorphisme peut être naturel (zone humide soumise à un engorgement temporaire ou à un engorgement permanent ) ou induit par les pratiques humaines (compaction des sols par temps humide ou pluvieux : travail du sol, excès de matières organiques non transformées , piétinement du bétail).

## Sols hydromorphes

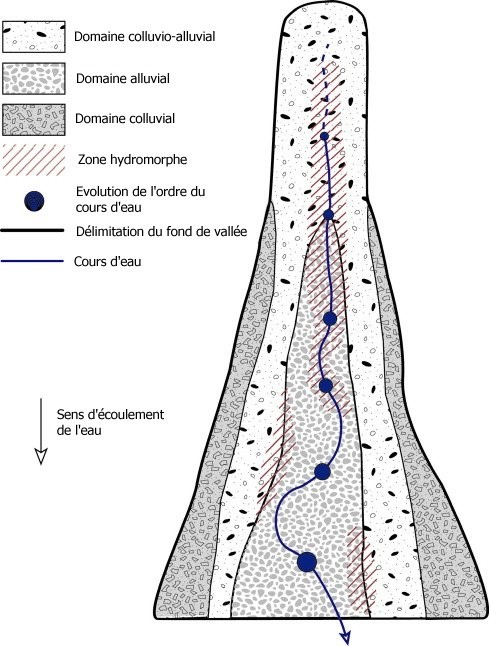
Sols hydromorphes d'une vallée humide.

Les sols hydromorphes sont généralement à dominante argileuse. Leur structure est souvent lourde et compacte et peut entraîner l'asphyxie racinaire d'une culture, et la mort ou le ralentissement de la vie microbienne hypogée ou infracryptogamique. De plus, cette situation peut conduire à la formation de substances toxiques par réaction d'oxydoréduction, tel les ions Al3+, notamment dans les rizières, où les sols sont souvent gorgés d'eau. Cet excès d'ions Al3+ peut provoquer un stress pour la plante, en créant un déficit en manganèse. Ces types de sols se caractérisent également par le dégagement de fortes odeurs, notamment en milieu marécageux, dues par exemple à la formation de H2S (sulfure d'hydrogène).
L'hydromorphie modifie les propriétés physiques du sol et ralentit son réchauffement au printemps. L'asphyxie racinaire induite empêche également les nodosités et la symbiose plante-bactérie rhizobium de s'installer. Cette symbiose est très importante en agriculture dans la fourniture et l'enrichissement naturel d'un sol en azote. En effet, la nitrification s'en trouve ralentie ou totalement bloquée car les bactéries qui en sont responsables n'ont alors plus d'oxygène.
Les solutions pour faire face à l'hydromorphie d'un sol sont :
- le drainage ;
- la percolation ;
- l'évapotranspiration ;
- la plantation d'arbres hydrophiles.

### Sources
- Cours d'agronomie de terminale agricole S.T.A.E. (Sciences et technologies de l'agronomie et de l'environnement, option Technologies des systèmes de production)[réf. incomplète].